# 龙苴镇
龙苴镇是中华人民共和国江苏省连云港市灌云县下辖的一个镇。
2013年1月6日，江苏省人民政府批复同意撤销龙苴镇、穆圩乡，将原龙苴镇和穆圩乡所辖区域合并，设立新的龙苴镇，镇政府驻原龙苴镇龙苴居委会。

## 行政区划
龙苴镇下辖以下村级行政区划单位：
龙苴社区、龙东村、古城村、唐桥村、王荡村、竹墩村、大贺村、胡河村、青墩村、石门村、杨范村、嵇岭村、范庄村、前埠村、后埠村、南李村、下坊村、王堆村、大洼村、吴南村、邹庄村、乔荡村、朱桥村、老霍村、张桥村、老黄荡村、葛庄村、孙港村和穆圩村。